# Wilmot, New Hampshire
Wilmot är en kommun (town) i Merrimack County i delstaten New Hampshire i USA med 1 358 invånare (2010). 